# TAKE IT EASY
TAKE IT EASY（テイク イット イージー）は、CROSS FMで放送されているワイド番組。
MARK IS 福岡ももち グームホテルスタジオからの生放送。

## 概要
ナビゲーター(パーソナリティ)や、ディレクターが持ち寄ったレコードをかけていくのが主な番組内容だが、クイズやお菓子を食べるコーナーもある。

## ナビゲーター
| 期間    | 期間   | ナビゲーター        |
| ------- | ------ | ------------------- |
| 2017.10 | 2018.9 | 椎葉ユウ 坂口カンナ |
| 2018.10 | 2024.3 | MASAKI 坂口カンナ   |
| 2024.4  | 現在   | MASAKI 岡部来亜     |

## タイムテーブル
- 12時30分

本田直之 Pau Hana Saturday
- 13時10分

アーティストコメント
- 14時00分

この曲なーに
- 14時10分

岡部来亜のしあわせみっけ
- 14時20分

レコードの時間
- 15時00分

おやつの時間
- 15時15分

MASAKI兄貴に相談だ！